# セヘル・ブルット
セヘル・ブルット（Seher Bulut、1884年11月18日? - 2007年4月4日）は、トルコの長寿の女性。122歳没とされる。だが、ギネス世界記録には登録されてない。ルミ暦1300年、グレゴリオ暦1884年に生まれたとされる。
1884年にビトリス県アディルジェヴァズに生まれ、20世紀初頭に起きたトルコ革命の時にムスタファ・アタテュルクと晩餐をともにしたことがあったという。長男は死去時95歳だった。オスマン帝国の滅亡と革命を見てきたセヘルのことを、重要な証人であると語っている。夫は1953年頃に亡くなっており、革命時は食料を肩に担ぎながら戦っていたという。